# 국제친선전람관
국제친선전람관(國際親善展覽館)은 조선민주주의인민공화국 자강도 향산군의 묘향산에 있는 전시관이다. 한국의 전통 건축 양식에 맞춰 지어졌다.

## 개요
1978년 8월 26일에 개관한 것으로, 관내에는 세계 각국에서 조선민주주의인민공화국의 김일성 주석과 김정일 국방위원장에게 증답된 물건들이 전시되어 있다. 조선민주주의인민공화국의 국가관광총국이 1997년에 출간한 안내 책자인 《조선관광》에 따르면 국제친선전람관을 다음과 같이 소개하고 있다.
국제친선전람관은 1978년 8월 28일에 개관된 조선식 건물이다. 6층으로 된 이 건물의 높이는 43.3m이며 연건평 2만8000여m2이다.
전람관은 나무를 하나도 쓰지 않고 지은 것이지만 나무로 지은 것처럼 보이며 창문은 하나도 없지만 있는 것 같이 보이는 특색 있는 건물로서 빛과 습도를 자동적으로 조절할 수 있게 되어있다.
이 전람관은 본래 본관과 별관으로 되어있는데 본관에는 세계 5대륙의 각국 정당, 국가수반들, 사회계 인사들, 정객들이 위대한 수령 김일성동지께 올린 10만여점의 진귀한 선물들이 대륙별로 나라별로 진렬되여 있고 별관에는 위대한 령도자 김정일 동지께 올린 선물들이 진렬되여 있다.

## 관내
전시 관내는 신을 신고 들어가는 것이 금지되어 있고 촬영도 금지되고 있어 카메라나 비디오는 입구에서 맡겨야 한다. 전시품의 많은 것이 고가의 상품은 아니지만, 전시품을 조선우정이 우표로 소개했던 적이 있다.
1. ↑  “북한 지식사전(2021)”. 《통일부 북한정보포털》. 2024년 1월 13일에 확인함.